# Thomas Hoof
Thomas Hoof (* 1948 in Olfen) ist ein deutscher Unternehmer und Verleger.

## Beruflicher Werdegang
Hoof erlernte den Beruf des Buchhändlers und war Landesgeschäftsführer der nordrhein-westfälischen Grünen. 1988 gründete er das Waren- und Versandhaus Manufactum Hoof & Partner KG, 1993 den angeschlossenen Verlag Manuscriptum Verlagsbuchhandlung. 2008 verkaufte Hoof seine gesamten Anteile an Manufactum an das Versandhaus Heine, ein Tochterunternehmen der Otto Group. 
Der ursprünglich als Begleitverlag von Manufactum gegründete Verlag Manuscriptum, der unter anderem Nachdrucke warenkundlicher Bücher verlegte, blieb in Hoofs Besitz. Sein Programm wurde immer mehr von rechtskonservativen und neu-rechten Inhalten geprägt, hier erschienen unter anderem Werke von Frank Böckelmann, Björn Höcke, Hans-Hermann Hoppe, Alexander Gauland, Michael Klonovsky, Bernhard Lassahn, Andreas Lombard und Akif Pirinçci und die deutsche Übersetzung des Buches The Servile Mind („Die demokratische Sklavenmentalität“) des politischen Philosophen Kenneth Minogue.
In Hoofs Besitz blieb auch ein Unternehmen, das Porzellanleuchten und Keramikschalter herstellt, die auch bei Manufactum erhältlich waren.
2014 schrieb er für das politische Magazin eigentümlich frei von André F. Lichtschlag.
2017 verlegte Hoof den Sitz des Verlages von Waltrop nach Lüdinghausen. 
Anfang 2024 firmierte Hoofs Unternehmensgruppe als Hoofsche Stiftung.
Am 23. Mai 2024, aus Anlass des 75. Geburtstags des deutschen Grundgesetzes, fand eine Mahnwache von rund 200 Gewerkschaftern unter Beteiligung des Kölner Pfarrers Franz Meurer vor dem dortigen Sitz des Verlages aus Protest gegen dessen politische Ausrichtung statt.

## Werke
- Nebenbei und obendrein. Eine Auswahl aus den Manufactum-Hausnachrichten 1988–2007. Manuscriptum, Waltrop 2008. ISBN 978-3-937801-25-4